# Oenothera marinellae
Oenothera marinellae är en dunörtsväxtart som beskrevs av A. Soldano. Oenothera marinellae ingår i släktet nattljussläktet, och familjen dunörtsväxter. Inga underarter finns listade i Catalogue of Life.